# 馬查蓋

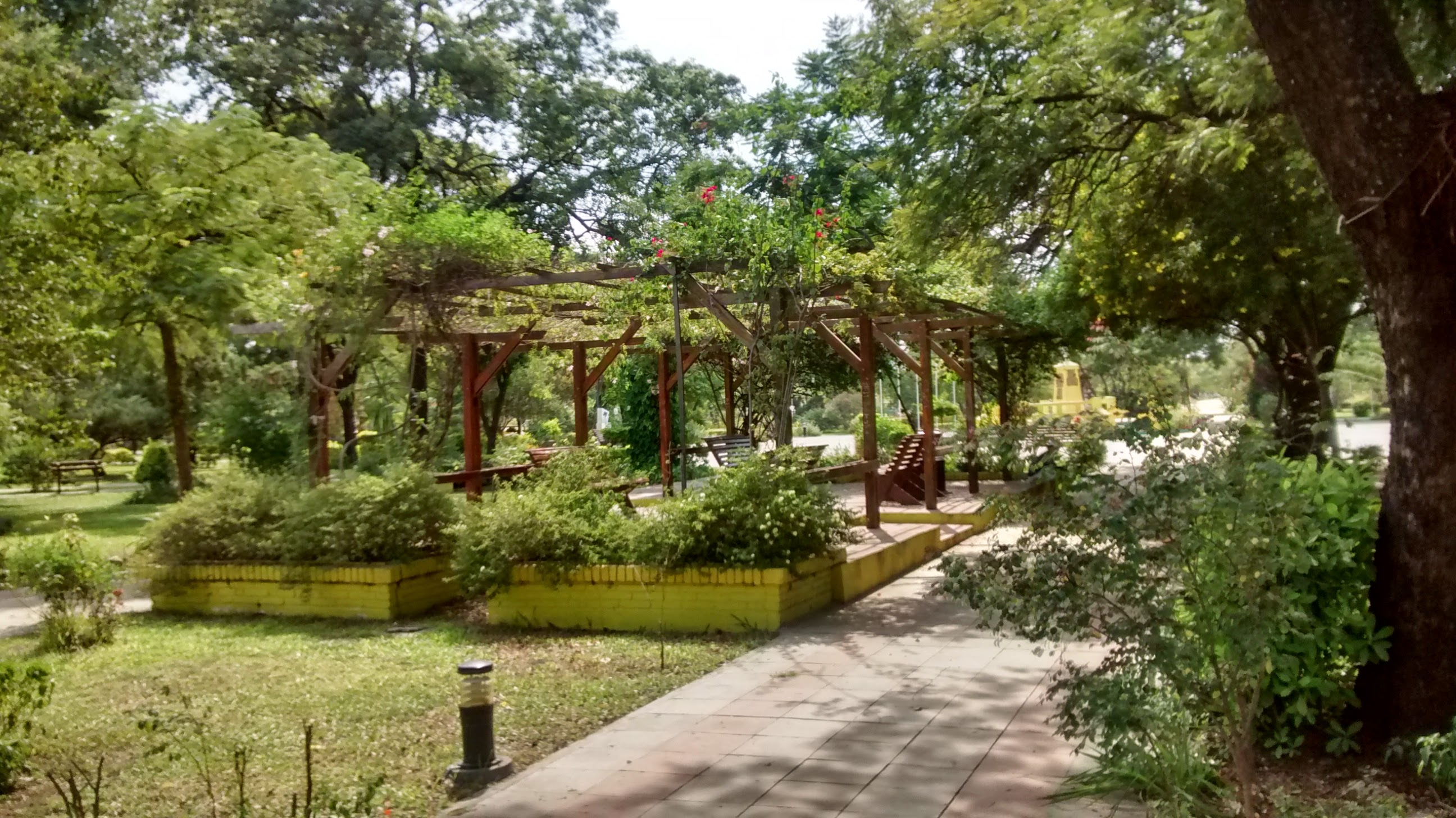
馬查蓋

馬查蓋（西班牙語：Machagai），是阿根廷的城鎮，位於該國北部查科省，是五月二十五日縣的首府，海拔高度83米，主要經濟活動是農業、畜牧業和木材業，2010年人口21,997。
26°55′S 60°2′W / 26.917°S 60.033°W